# Verwaltungsrechtliches Rehabilitierungsgesetz
Das Verwaltungsrechtliche Rehabilitierungsgesetz (VwRehaG), zusammen mit dem Beruflichen Rehabilitierungsgesetz auch Zweites SED-Unrechtsbereinigungsgesetz, regelt die Rehabilitierung und soziale Entschädigung wegen rechtsstaatswidriger Verwaltungsmaßnahmen aus der Zeit vom 8. Mai 1945 bis zum 2. Oktober 1990 in der sowjetischen Besatzungszone und der DDR, die – in Abgrenzung zum Strafrechtlichen Rehabilitierungsgesetz – keinen strafrechtlichen Charakter haben und nicht auf eine freiheitsentziehende Unterbringung gerichtet sind.

## Voraussetzungen
Die Voraussetzungen für eine verwaltungsrechtliche Rehabilitierung sind in § 1 VwRehaG geregelt:
- Es muss sich um eine Verwaltungsentscheidung handeln, also um eine behördliche Entscheidung zur Regelung eines Einzelfalls. Darunter fallen auch ein polizeiliches „Halt – stehen bleiben!“ und ein (Warn-)Schuss.
- Die Verwaltungsentscheidung muss zu einer gesundheitlichen Schädigung, einem Vermögensschaden oder einem beruflichen Nachteil geführt haben. Nach § 1a VwRehaG kann ausnahmsweise auch ohne Erfüllung dieser Voraussetzung rehabilitiert werden, wenn die Verwaltungsentscheidung zu einer schweren Herabwürdigung des Betroffenen im persönlichen Lebensbereich geführt hat.
- Die Verwaltungsentscheidung muss mit tragenden Grundsätzen eines Rechtsstaates schlechthin unvereinbar sein und ihre Folgen müssen noch schwer und unzumutbar fortwirken. Bei der Zwangsumsiedlung von Personen aus dem Grenzgebiet nahe der innerdeutschen Grenze (Aktion Ungeziefer) wird gesetzlich unterstellt, dass diese Maßnahme mit tragenden Grundsätzen eines Rechtsstaates schlechthin unvereinbar ist, ansonsten muss diese Voraussetzung nach den Besonderheiten des Einzelfalls beurteilt werden.
- Es darf sich nicht um eine Entscheidung auf dem Gebiet des Steuerrechts handeln.
- Es darf sich auch nicht um eine Enteignung von Grundbesitz auf dem Gebiet der DDR handeln (hierfür gilt das Gesetz zur Regelung offener Vermögensfragen).
- Es darf sich auch nicht um eine Entscheidung über eine Zahlung einer „Ehrenpension“ für Kämpfer gegen den Faschismus und Verfolgte des Naziregimes handeln.

Antragsteller können beispielsweise Opfer willkürlicher Maßnahmen des Ministeriums für Staatssicherheit (Stasiopfer) sein.

## Rehabilitierung
Die Rehabilitierung erfolgt nur auf Antrag durch die Aufhebung oder die Feststellung der Rechtsstaatswidrigkeit der betreffenden Verwaltungsmaßnahme. Sie ist Voraussetzung für weitere Ansprüche (§ 2 VwRehaG). Anträge können seit der Gesetzesänderung vom 22. November 2019 unbefristet gestellt werden (geänderter § 9 VwRehaG).
Alle ostdeutschen Bundesländer haben für die Rehabilitierung von Verwaltungsentscheidungen spezielle Rehabilitierungsbehörden eingerichtet, die für die Bearbeitung dieser Fälle zuständig sind. Zuständig ist grundsätzlich die Rehabilitierungsbehörde des Landes, auf dessen Gebiet die Verwaltungsentscheidung ergangen war; sind mehrere Länder zuständig, entscheidet die erstangegangene Behörde. (§ 12 VwRehaG) Ähnlich wie vor Gericht sind Zeugen und Sachverständige vor der Behörde zur Aussage verpflichtet. (§ 13 VwRehaG) Das Verfahren ist grundsätzlich kostenfrei, es sei denn der Antrag war offensichtlich unbegründet. (§ 14 VwRehaG)
Ist der Antragsteller mit der Entscheidung der Rehabilitierungsbehörde nicht einverstanden, kann er dagegen Widerspruch einlegen. Führt auch dies nicht zum Erfolg, steht dem Antragsteller der Rechtsweg zu den Gerichten der Verwaltungsgerichtsbarkeit offen. Eine Berufung gegen Urteile des Verwaltungsgerichts findet nicht statt, möglich ist einzig und allein eine Revision, wenn das Verwaltungsgericht diese zulässt oder das Bundesverwaltungsgericht einer Nichtzulassungsbeschwerde stattgibt. (§ 16 VwRehaG)

## Folgeansprüche
Die Rehabilitierung begründet Ansprüche in entsprechender Anwendung des Bundesversorgungsgesetzes (§ 2 Abs. 1, §§ 3 ff. VwRehaG).
- Bei einer Schädigung der Gesundheit durch die Verwaltungsmaßnahme erhält der Antragsteller selbst eine Entschädigung, aber auch Hinterbliebene, wenn der Antragsteller aufgrund der Verwaltungsentscheidung verstorben ist. (§ 4 VwRehaG, siehe auch § 18 Abs. 4 und 5 StrRehaG)
- Hat die Verwaltungsentscheidung die Entziehung eines Vermögenswertes zur Folge, erhält der Antragsteller von der Rehabilitierungsbehörde einen Bescheid, mit dem er einen Antrag nach dem Vermögensgesetz bei der zuständigen Behörde zur Entschädigung stellen kann. Führte die Verwaltungsentscheidung zu einer Wertminderung eines Grundstücks, kann der Antragsteller das Eigentum aufgeben und stattdessen eine finanzielle Entschädigung beanspruchen; das Grundstück mitsamt allen Lasten geht dann auf das Bundesland über, in dem sich das Grundstück befindet. (§ 7 VwRehaG)
- Hat die Verwaltungsentscheidung zu einem beruflichen Nachteil geführt, erhält der Antragsteller Leistungen nach dem Beruflichen Rehabilitierungsgesetz.
- Auf Antrag gibt eine einmalige Leistung in Höhe von 1 500 Euro für Inhaber einer Bescheinigung nach § 1a VwRehaG, wenn auf Grund desselben Sachverhalts keine (anderen) Ausgleichsleistungen gewährt wurden oder zukünftig gewährt werden (§ 2 Abs. 4 Satz 9 VwRehaG).

## Beweisanforderungen
Die Anerkennung von Schädigungsfolgen setzt eine dreigliedrige Kausalkette voraus. Eine hoheitlichen Maßnahme nach § 1 Abs. 1 VwRehaG (1. Glied) muss zu einer primären Schädigung (2. Glied) geführt haben, die wiederum die geltend gemachten Schädigungsfolgen (3. Glied) bedingt. Die drei Glieder der Kausalkette müssen im Vollbeweis, d. h. mit an Sicherheit grenzender Wahrscheinlichkeit, nachgewiesen sein. Demgegenüber reicht es für den zweifachen ursächlichen Zusammenhang der drei Glieder aus, wenn dieser jeweils mit hinreichender Wahrscheinlichkeit gegeben ist. Die Beweisanforderung der hinreichenden Wahrscheinlichkeit gilt sowohl für den Bereich der haftungsbegründenden Kausalität als auch den der haftungsausfüllenden Kausalität. Dies entspricht den Beweisanforderungen auch in anderen Bereichen der sozialen Entschädigung oder Sozialversicherung, insbesondere der wesensverwandten gesetzlichen Unfallversicherung. Die Beurteilung des Zusammenhangs folgt, wie ansonsten im Versorgungsrecht auch, der Theorie der wesentlichen Bedingung.